# 최성훈 (야구 선수)
최성훈(崔成勳, 1989년 10월 11일 ~ )은 KBO 리그 삼성 라이온즈의 투수이다.

## 아마추어 시절
경기고등학교 3학년 때인 2007년 8월 18일 제 37회 봉황대기 전국고교야구대회 16강전에서 부산고를 상대로 9이닝 3볼넷, 16탈삼진을 기록하며 고교 통산 15번째 노히트 노런을 기록했다. 봉황대기에서는 통산 4번째 노히트 노런으로 1980년 선동열 이후 27년 만에 달성된 기록이었다.
2008년 한국프로야구 신인 드래프트에서 지명받지 못해 경희대학교에 입학했다. 하지만 부상으로 2학년 때까지 경기에 제대로 출전하지 못했고, 3학년 때는 토미 존 수술까지 받으며 전력에서 완전 배제됐다.
경희대 4학년 때인 2011년에는 기량을 회복했고, 8경기에 선발 등판해 4승 2패, 45탈삼진, 평균자책점 1.36을 기록했다. 2012년 한국프로야구 신인 드래프트를 통해 2라운드 7순위(전체 16순위)로 지명됐고, 졸업 전에 2011년 야구 월드컵에 참가했다.

## LG 트윈스시절
2012년에 입단하였다. 2012년 4월 28일 롯데전에 구원 등판하며 데뷔 첫 경기를 치렀고, 경기에서 1.1이닝 1실점을 기록하며 패전 투수가 됐다. 5월 2일 한화전에서 6이닝 2실점 QS를 기록하며 데뷔 첫 선발 승을 거뒀다. 선발과 불펜을 오가며 시즌 37경기에 등판해 73.1이닝 5승 6패, 2홀드, 4점대 평균자책점을 기록했다. 신인왕 후보에 올랐으나 3표를 받는데 그쳤다.
2013년에는 어깨와 햄스트링 부상이 겹쳐 확대 엔트리가 시행된 9월 1일에서야 1군에 합류했다. 4경기 출전에 그친 채 시즌을 마쳤고, 이후 공익근무요원으로 대체 복무했다.
2016년에 개막 엔트리에 포함됐지만 전반기에 부진한 모습을 보이며 시즌 28경기에 등판해 22.2이닝 2승 1패, 4홀드, 7점대 평균자책점을 기록했다.
2017년 8월 3일 롯데전에 구원 등판하며 데뷔 첫 세이브를 기록했다. 시즌 32경기에 등판해 22이닝 3홀드, 1세이브, 4점대 평균자책점을 기록했다.
2018년에는 주로 원 포인트 릴리프로 24경기에 등판해 16.2이닝 3홀드, 3점대 평균자책점을 기록했다. 후반기에 부상으로 시즌 아웃됐다.

## 삼성 라이온즈시절
2024년 KBO 리그 2차 드래프트를 통해 이적하였다.

## 출신 학교
- 서울가동초등학교
- 잠신중학교
- 경기고등학교
- 경희대학교

## 통산 기록
| 연도 | 팀명   | 평균자책점 | 경기 | 완투 | 완봉 | 승 | 패 | 세 | 홀 | 승률  | 타자 | 이닝 | 피안타 | 피홈런 | 볼넷 | 사구 | 탈삼진 | 실점 | 자책점 |
| ---- | ------ | ---------- | ---- | ---- | ---- | -- | -- | -- | -- | ----- | ---- | ---- | ------ | ------ | ---- | ---- | ------ | ---- | ------ |
| 2012 | LG     | 4.42       | 37   | 0    | 0    | 5  | 6  | 0  | 2  | 0.455 | 331  | 73⅓  | 85     | 5      | 30   | 4    | 23     | 39   | 36     |
| 2013 | LG     | 4.50       | 4    | 0    | 0    | 0  | 0  | 0  | 0  | -     | 12   | 2    | 4      | 1      | 0    | 1    | 2      | 1    | 1      |
| 2016 | LG     | 7.15       | 28   | 0    | 0    | 2  | 1  | 0  | 4  | 0.667 | 112  | 22⅔  | 35     | 1      | 11   | 0    | 8      | 22   | 18     |
| 2017 | LG     | 4.09       | 32   | 0    | 0    | 0  | 0  | 1  | 3  | -     | 108  | 22   | 25     | 2      | 11   | 4    | 16     | 12   | 10     |
| 2018 | LG     | 3.78       | 24   | 0    | 0    | 0  | 0  | 0  | 3  | -     | 74   | 16⅔  | 17     | 4      | 9    | 1    | 14     | 7    | 7      |
| 2020 | LG     | 3.51       | 48   | 0    | 0    | 0  | 0  | 0  | 2  | -     | 145  | 33⅓  | 36     | 1      | 16   | 1    | 24     | 13   | 13     |
| 2021 | LG     | 2.43       | 46   | 0    | 0    | 1  | 1  | 0  | 3  | 0.500 | 179  | 40⅔  | 40     | 2      | 19   | 1    | 33     | 14   | 11     |
| 2022 | LG     | 2.16       | 45   | 0    | 0    | 0  | 0  | 0  | 6  | -     | 139  | 33⅓  | 23     | 1      | 13   | 3    | 22     | 10   | 8      |
| 2023 | LG     | 15.00      | 5    | 0    | 0    | 0  | 0  | 1  | 0  | -     | 17   | 3    | 7      | 0      | 1    | 0    | 2      | 5    | 6      |
| 2024 | 삼성   | 6.92       | 28   | 0    | 0    | 0  | 1  | 0  | 3  | 0.000 | 61   | 13   | 14     | 1      | 9    | 1    | 10     | 10   | 10     |
| 통산 | 10시즌 | 4.12       | 297  | 0    | 0    | 8  | 9  | 2  | 26 | 0.471 | 1178 | 260  | 286    | 18     | 119  | 16   | 154    | 133  | 119    |